# イワヒバ科
イワヒバ科（イワヒバか、学名：Selaginellaceae）は、ヒカゲノカズラ植物門に属する科の1つである。その姿はヒカゲノカズラ科のものによく似ているが、いくつかの点で異なっている。

## 概説
イワヒバ科はイワヒバ属のみを含む。この属には約800の種が知られ、日本からは17種が知られているが、栽培されているものもある。
地上生のものから、岩や樹上に着生するものまである。形態はさまざまで、基本的には細長い茎が枝分かれしながら伸び、その表面に鱗片状の葉を密生する。クラマゴケのように小型で這い回るものは苔のように見える。カタヒバやコンテリクラマゴケのように、一部の枝が立ち上がって、一般のシダの葉のような姿になるものもある。イワヒバの場合には、根などが集まって直立した仮茎を作り、その先端に枝が集まるので、小さなヤシの木のような姿となる。
これらの特徴はヒカゲノカズラ科のものと共通する点が多く、類似した姿のものもある。一般的にはヒカゲノカズラ科のものは茎の周囲に螺旋状に葉をつけるのに対して、イワヒバ科の場合、茎に腹背があって、葉にもそのような区別があり、やや偏平な姿のものが多い。しかし、このような区別以外に、重要な差が2つばかりある。1つは担根体（たんこんたい）の存在で、もう1つは胞子と前葉体の性質である。

## 担根体
担根体は、イワヒバ科とミズニラ科に見られるもので、茎から下に伸び、そこから根を出す構造である。クラマゴケ類では観察がたやすい。地表を横に這う茎の分枝部から出る茎か根のようなもので、下向きに伸び、その先端部からは根が地中に伸びる。見かけ上は種子植物の気根のようなものである。
これが茎であるか根であるかについては、長く議論の対象となってきた。根であるとする説の根拠は、根と同じく正の屈地性を表し、構造的にも根と同じである点で、しかし根毛や根冠がない点では根とは異なる。また、茎であるとの説もあるが、先述のように根に近い性質が強く、葉を生じない点などで茎とは区別できる。むしろ根を生じる茎のような構造として、この類では根・茎・葉とこの担根体の4つから植物体は構成されているのだ、との考えもある。

## 胞子と前葉体
イワヒバ科の胞子は茎の先端部に多数の胞子葉が集まってできた胞子葉穂の部分にできる。胞子嚢は胞子葉に包まれるようにして1つずつ生じるが、これには大胞子嚢と小胞子嚢の区別がある。両者は外見上の差はほとんどないが、大胞子嚢ではその中に4個の大胞子が、小胞子嚢には多数の小胞子が作られる。大胞子からは雌性の、小胞子からは雄性の前葉体が生じる。このような性質は、現生のシダ植物では、イワヒバ科以外ではミズニラ科とサンショウモやデンジソウなど水生シダ類だけに見られるものである。
この胞子が発芽すると前葉体になるが、イワヒバ科の前葉体は特殊で、胞子の壁を破って外へ伸び出す事なく、胞子の壁の中で成熟する。このような前葉体を、特に内生型という。雄性の前葉体では、胞子の内部に造精器が形成されるような格好になり、破れて精子を放出する。精子は先端に2本の鞭毛を持つ。雌性の前葉体の場合、胞子内部は細胞分裂し、胞子の壁の一部が破れて前葉体の一部がそこから顔を出し、そこに若干の根と造卵器が形成される。
このような前葉体を形成するのは、現生のシダ植物ではイワヒバ科だけであるが、外で大きく発芽せずに発達する配偶体は種子植物と共通する特徴である。イワヒバ科の前葉体の内部で受精が起こり、胚が発達する形は種子植物の胚嚢において卵細胞が受精して胚が発達するのと同じ形である。イワヒバ科において大胞子が胞子嚢内で発芽し、小胞子がそばに飛んできて発芽することで受精が起これば、これは種子植物の受粉とほぼ同じ現象に当たる。実際にそんなふうにして発芽するものもあるようである。
さらに、大胞子嚢の中の胞子が1個だけになり、胞子嚢を包む殻が胞子葉から生じて、胞子が外に出ずに発芽すれば、これを種子と呼ぶことができる。現在の種子植物はすべて大葉類に由来するものとされているが、かつては小葉類にも種子を持つものがあったとも言われている。

## 分類
熱帯を中心に世界に800種が知られる。葉がすべて同型なものをコケスギラン亜属 subgen. Selaginella と、葉に二型があるイワヒバ亜属 subgen. Stachygynandrum を区別することもあり、属の段階とする説もあるが、定説はない。日本産の代表的なものを挙げる。
イワヒバ科 Selaginellaceae
- イワヒバ属 Selaginella
  - コケスギラン亜属 Selaginella
    - コケスギラン S. selaginoides (L.) Link
    - ヒモカズラ S. shakotanensis (Franch. ex Takeda) Miyabe et Kudo

  - イワヒバ亜属 Stachygynandrum
    - イワヒバ S. tamariscina (Beauv.) Spring
    - カタヒバ S.involvens (Sw.) Spring
    - クラマゴケ S. remotifolia Spring
    - オニクラマゴケ S. doederrleinii Hieron.
    - タチクラマゴケ S. nipponica Fr. et Sav.
    - コンテリクラマゴケ S. unicata (Desv.) Spring